# إريك بيرن
اريك بيرن (بالإنجليزية: Eric Byrne)‏ هو سياسي أيرلندي، ولد في 21 أبريل 1947 في دبلن في جمهورية أيرلندا. حزبياً، نشط في حزب العمال (جمهورية أيرلندا). في الانتخابات العمومية الإيرلندية 1989 ‏، انتخب نائب دييل عن دائرة دبلن الجنوبية المركزية ‏ وقد انضم خلال فترته النيابية ‏ (29 يونيو 1989 – 5 نوفمبر 1992)  للكتلة البرلمانية حزب العمال الأيرلندي ‏ وفي انتخابات تكميلية، انتخب نائب دييل عن دائرة دبلن الجنوبية المركزية ‏ وقد انضم خلال فترته النيابية ‏ (9 يونيو 1994 – 15 مايو 1997)  للكتلة البرلمانية اليسار الديمقراطي ‏ وفي الانتخابات العمومية الأيرلندية 2011 ‏، انتخب نائب دييل عن دائرة دبلن الجنوبية المركزية ‏ وقد انضم خلال فترته النيابية ‏ (9 مارس 2011 – 3 فبراير 2016)  للكتلة البرلمانية حزب العمال (جمهورية أيرلندا).

## وصلات خارجية
- الموقع الرسمي